# Julia exquisita
Julia exquisita is een slakkensoort uit de familie van de Juliidae. De wetenschappelijke naam van de soort is voor het eerst geldig gepubliceerd in 1862 door Gould.